# Cratere Calvino
Calvino è un cratere da impatto sulla superficie di Mercurio.
Il cratere è dedicato allo scrittore italiano Italo Calvino.